# Hougang Hu
Hougang Hu är en sjö i Kina. Den ligger i provinsen Jiangxi, i den sydöstra delen av landet, omkring 75 kilometer öster om provinshuvudstaden Nanchang. Hougang Hu ligger 14 meter över havet. Arean är 0,26 kvadratkilometer. Trakten runt Hougang Hu består till största delen av jordbruksmark. Den sträcker sig 0,5 kilometer i nord-sydlig riktning, och 0,9 kilometer i öst-västlig riktning.
Genomsnittlig årsnederbörd är 2 308 millimeter. Den regnigaste månaden är juni, med i genomsnitt 395 mm nederbörd, och den torraste är oktober, med 33 mm nederbörd.